# Nguyễn Phong Dy
 (février 2024).
La mise en forme du texte ne suit pas les recommandations de Wikipédia : il faut le « wikifier ».
Les points d'amélioration suivants sont les cas les plus fréquents. Le détail des points à revoir est peut-être précisé sur la page de discussion.
- Les titres sont pré-formatés par le logiciel. Ils ne sont ni en capitales, ni en gras.
- Le texte ne doit pas être écrit en capitales (les noms de famille non plus), ni en gras, ni en italique, ni en « petit »…
- Le gras n'est utilisé que pour surligner le titre de l'article dans l'introduction, une seule fois.
- L'italique est rarement utilisé : mots en langue étrangère, titres d'œuvres, noms de bateaux, etc.
- Les citations ne sont pas en italique mais en corps de texte normal. Elles sont entourées par des guillemets français : « et ».
- Les listes à puces sont à éviter, des paragraphes rédigés étant largement préférés. Les tableaux sont à réserver à la présentation de données structurées (résultats, etc.).
- Les appels de note de bas de page (petits chiffres en exposant, introduits par l'outil «  Source ») sont à placer entre la fin de phrase et le point final[comme ça].
- Les liens internes (vers d'autres articles de Wikipédia) sont à choisir avec parcimonie. Créez des liens vers des articles approfondissant le sujet. Les termes génériques sans rapport avec le sujet sont à éviter, ainsi que les répétitions de liens vers un même terme.
- Les liens externes sont à placer uniquement dans une section « Liens externes », à la fin de l'article. Ces liens sont à choisir avec parcimonie suivant les règles définies. Si un lien sert de source à l'article, son insertion dans le texte est à faire par les notes de bas de page.
- La présentation des références doit suivre les conventions bibliographiques. Il est recommandé d'utiliser les modèles {{Ouvrage}}, {{Chapitre}}, {{Article}}, {{Lien web}} et/ou {{Bibliographie}}. Le mode d'édition visuel peut mettre en forme automatiquement les références.
- Insérer une infobox (cadre d'informations à droite) n'est pas obligatoire pour parachever la mise en page.

Pour une aide détaillée, merci de consulter Aide:Wikification.
Si vous pensez que ces points ont été résolus, vous pouvez retirer ce bandeau et améliorer la mise en forme d'un autre article.
 (février 2024).
Nguyễn Phong Dy (阮豐貽, 1883 - 1923) est un érudit et indépendantiste vietnamien.

## Histoire
D'après le livre généalogique de l'clan Nguyễn-Thái de la ville de Thanh Hóa, qui a été publié en 2020, il est né en 1883 au village Nguyệt Viên, commune Hoằng Quang, district Hoằng Hóa, préfecture Hà Trung, province de Thanh Hóa, pays du Centre, Union indochinoise (actuellement cela correspond au village Nguyệt Viên 2, commune Hoằng Quang, ville de Thanh Hóa, côte centrale du Nord, Viêt Nam). D'après la généalogie et les actes de naissance, son nom était Nguyễn Thái Bạt (阮泰拔). Cependant, parce qu'il est né l'année de la Chèvre et pour éviter de porter le même nom qu'un parent plus âgé, ses parents l'ont appelé Dê ("chèvre"), pour faciliter l'élevage selon les concepts contemporains. C’est pourquoi, plus tard, il choisit son nom de courtoisie Phong Dy (豐貽, "déplacer la montagne").
En 1904, il rejoint un groupe d'étudiants de l'Annam qui furent emmenés au Japon par l'érudit Phan Bội Châu pour étudier à l'étranger. Au départ, la situation de ce groupe d’étudiants était très mauvaise, il y avait des moments où ils devaient mendier. Après cela, un intellectuel nommé Asaba Sakitaro s'est occupé d'eux. Asaba Sakitaro a personnellement recommandé à Nguyễn Phong Dy d'étudier à Dōbun Gakkō (同文学校). Nguyễn Phong Dy s'y consacre à étudier jusqu'en 1910. Nguyễn Phong Dy avait d'excellents résultats académiques, il parlait couramment le japonais, le chinois et le français, il fut donc nommé par Phan Bội Châu pour diriger un groupe de trois personnes appelé le «ministère de la Communication» (Giao-Tế bộ), avec Phan Thế Mỹ et Lâm Quảng Trung. Leur tâche principale est de communiquer avec les étrangers pour les influencer, et en même temps d'accueillir des groupes d'étudiants de l'Annam au Japon.
Après avoir reçu l'ordre d'expulser tous les membres du groupe Đông Du, Nguyễn Phong Dy est retourné de manière proactive dans le Guangdong. Nguyễn Phong Dy est la seule personne chargée d'escorter prince Cường Để et leader Phan Bội Châu dans le train du Japon (lieu précis inconnu) à Guangdong. Phan Bội Châu décide alors de l’envoyer étudier à l’académie militaire de Pékin. Parce que Nguyễn Phong Dy avait un diplôme militaire assez élevé à Tokyo, cette académie lui a donné dès le début le grade de capitaine de l'armée. Lorsque Sun Yat-Sen a lancé une guerre révolutionnaire, Nguyễn Phong Dy a décidé d'abandonner ses études pour rejoindre ses forces combattantes. A partir de ce moment, Nguyễn Phong Dy choisit un nouveau nom, Lý Phục Hán (李復漢, "renaissance chinoise"). Immédiatement après la révolution Xinhai éclata en 1911, Nguyễn Phong Dy fut utilisé par Sun Yat-Sen comme secrétaire personnel. Sun Yat-Sen lui a épousé une fille adoptive, mais il n'a pas eu le temps d'avoir des enfants avec cette première femme. Nguyễn Phong Dy l'a expliqué avec les deux versets suivants : Thiên vị anh hùng tiểu muội khái ; Cố giao hồng phấn bạn dong công (Dieu voulait aider le héros à apaiser sa tristesse ; Alors il envoya une femme au visage poudré se lier d'amitié avec cet homme à gages). Son intention était de consacrer son esprit et son énergie à la cause révolutionnaire. Le gouvernement révolutionnaire lui donne le titre de «fondateur national» (khai quốc công thần).

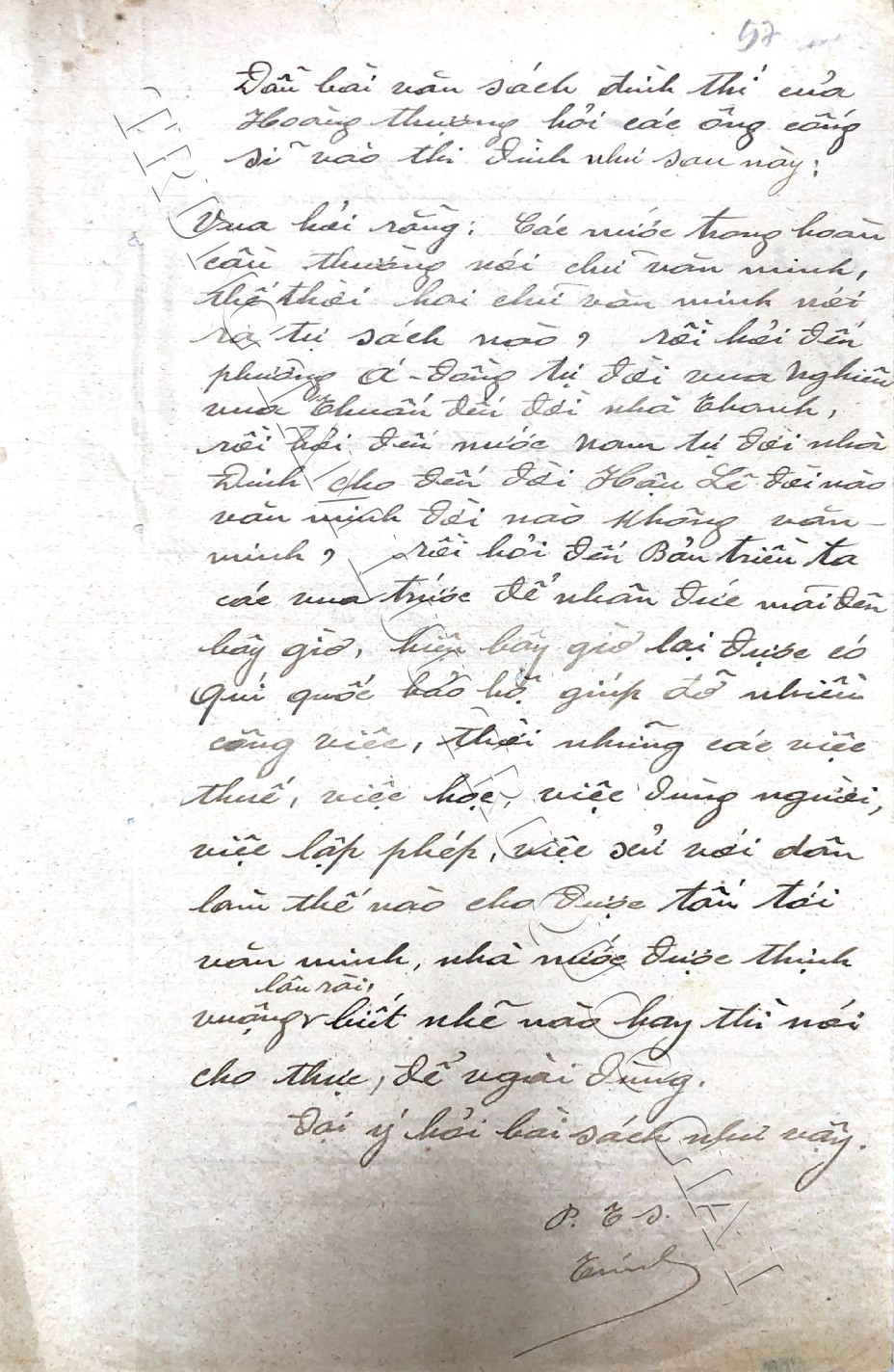
Questions de l'examen impérial en 1919.

Peu de temps après la révolution, Yuan Shikai a organisé un coup d'État et les révolutionnaires de l'Annam n'ont pas pu éviter le désastre. Le chef Phan Bội Châu a dû fuir temporairement au Siam. Peu de temps après, lorsque le mouvement de Phan Bội Châu s'est désintégré, Nguyễn Phong Dy est retourné dans sa ville natale dans la province de Thanh Hóa. Son grade militaire le plus élevé lorsqu'il quitta la Chine était celui de capitaine de l'armée de Sun Yat-Sen. En 1912, Nguyễn Phong Dy épousa officiellement une femme de province de Quảng Bình. Ce mariage a donné naissance à 4 enfants. En 4ème année de Khải Định (1919), Nguyễn Phong Dy a passé l'examen final de doctorat de la dynastie Nguyễn et a réussi l'examen. Il est entré dans l’histoire comme le dernier champion de l’examen asiatique, ou examen chinois. Ce qui est étrange, c'est que 1919 est aussi l'année de la Chèvre. Parce qu'il avait un très haut niveau de capacité d'écriture en chinois, le tribunal lui a confié un travail d'archives. Outre le travail administratif, il a également été invité à devenir professeur de français à l'école Hậu-Bổ Huế. Mais peu de temps après, en 1923, il contracta une maladie de la saison froide et décéda.
Selon des anecdotes parues dans les journaux contemporains, Nguyễn Phong Dy aurait été empoisonné par les Français parce qu'il avait rejoint les forces révolutionnaires du Phan Bội Châu. Cependant, selon des documents publiés par ses descendants dans le journal depuis 2017, il était en très mauvaise santé et ne supportait pas les intempéries de la mer. Initialement, le cour a ordonné qu'il soit enterré à Nam Giao, citadelle de Hué, avec de très hautes distinctions pour un fonctionnaire contemporain. Des années plus tard, ses descendants ont demandé l'autorisation de faire amener sa dépouille au Cồn Hến, également dans la ville de Hué. Dans sa ville natale, sa famille a construit un mausolée pour lui rendre hommage, aujourd'hui cet espace se trouve dans le cimetière Nguyệt Viên. Sur sa tombe, on trouve encore deux phrases parallèles que lui ont prononcées les intellectuels de Nghệ An : Một nén hương đưa người chí sỹ ; Trăm năm còn mãi tiếng đình nguyên (Nous avons allumé un bâton d'encens pour ce sage ; Dont le diplôme universitaire serait célèbre pendant des milliers d'années).

## Patrimoine
La vie et la glorieuse carrière de Nguyễn Phong Dy sont relatées de manière assez dispersée dans les livres de la cour des Nguyễn. Le livre sur les examens au Annam de l'auteure Nguyễn Thị Chân Quỳnh ne parle également que de sa période d'examens. Cependant, les données les plus importantes sur les années d'errance de Nguyễn Phong Dy au Japon et en Chine ont été racontées par Phan Bội Châu dans le livre intitulé Histoire de Nguyễn-phong-Dy (Nguyễn Phong Dy truyện, 阮豐貽傳) en 1917.
Actuellement, une photo qui serait la dernière de Nguyễn Phong Dy est exposée au Musée de la Révolution Vietnamienne. Cette photo est tirée d'un article de journal relatant sa carrière dans les années 1920. Cependant, dans son église familiale de la province de Thanh Hóa, son portrait a été pris alors qu'il étudiait à l'étranger au Japon.

## Famille
Nguyễn Phong Dy est né dans une famille à la tradition académique très réputée depuis le début de la dynastie Lê. Dans sa vie, il a eu deux femmes :
- Première femme : Nom inconnu, fille adoptive de Sun Yat-Sen, qui vécut avec Nguyễn Phong Dy seulement de 1910 à 1912.
- Deuxième femme : Fille d'un des dirigeants de Cần Vương. Son nom était Đoàn Đức Mậu (1855 - 1897), changé plus tard en Đoàn Chí Tuân. Le surnom de Đoàn Chí Tuân est "M. Dents-blanches" (ông Bạch Xỉ). Il a autrefois dirigé une armée aguerrie de 500 hommes pour combattre les forces françaises.

Nguyễn Phong Dy a eu quatre enfants avec sa seconde épouse :
- Nguyễn Phong Thịnh (1913 - ?) : Fils aîné. Son nom d'enfance était Vàng.
- Nguyễn Phong Ngọc (1914 - ?) : Deuxième fils. Il est mort prématurément.
- Nguyễn Thị Ngà (1917 - ?) : Fille aînée.
- Nguyễn Thị Quý (1919 - ?) : Plus jeune fille.

Il a également adopté un petit-enfant de son côté maternel.
- Trần Quang Viên (1908 - 1987) : Cet homme appelait Nguyễn Phong Dy son oncle. Il est le fils de Mme Nguyễn Thị Quỳ (1885 - ?), qui est la sœur de M. Nguyễn Phong Dy. Il est né rue Hàng Đồng, ville de Nam Dinh, mais est originaire de la ville de Sầm Sơn. Il fut autrefois envoyé par Nguyễn Phong Dy à l'école Quốc-Học Huế et servit également comme mandarin sous la dynastie Nguyễn. Il rejoint même la très célèbre équipe de football Hong-Bang en Indochine, puis participe à des compétitions de boxe et devient l'un des boxeurs célèbres de l'ensemble des trois régions. À la fin des années 1930, il étudie la médecine à Saïgon et à Dalat et est l'un des bons élèves d'Alexandre Yersin. Il travaille à l'hôpital Đồn-Thủy de l'armée française à Hanoï et est promu lieutenant (quan hai). C’est le problème qui a causé des problèmes aux descendants de Nguyễn Phong Dy plus tard. Pendant la période de réforme agraire, les familles Trần et Nguyễn liées à Nguyễn Phong Dy étaient considérées comme propriétaires par le gouvernement communiste, elles furent privées de la plupart de leurs biens et furent brutalement dénoncées. La tombe de Nguyễn Phong Dy, dans sa ville natale, a été vandalisée par la milice locale, mais comme ses restes se trouvaient toujours à Hué (qui faisait alors partie de la République du Vietnam), ils étaient toujours en sécurité. Mais c’est aussi la raison pour laquelle pendant très longtemps, le gouvernement du Nord s’est abstenu de prononcer son nom.